# سان مارتن دي كوريينتس
سان مارتن دي كوريينتس هو فريق كرة سلة أرجنتيني تأسس في 24 يناير 1932 يقع في كوريينتس، الأرجنتين. يلعب في دوري كرة السلة الوطني الأرجنتيني.

## وصلات خارجية
- الموقع الإلكتروني